# Részvételi kritérium
A részvételi kritérium egy szavazási rendszerekre alkalmazható feltétel. Azoknál a szavazási rendszereknél, amelyek nem teljesítik a részvételi kritériumot, felmerülhet a tartózkodási (távolmaradási) paradoxon, így különösen szokatlan taktikai szavazási stratégiákat tesznek lehetővé: a választástól való tartózkodás (távolmaradás/érvénytelen szavazat) bizonyos esetekben segítheti a választó által preferált jelöltjének megválasztását. A kritériumot a következőképpen határozzák meg:
- Determinisztikus keretek között a részvételi kritérium azt mondja ki, hogy egy szavazólap hozzáadása, amelyen az A jelöltet szigorúan előnyben részesítik B jelölttel szemben, nem változtathatja meg a győztest A jelöltről B jelöltre.
- Valószínűségi keretek között a részvételi kritérium azt mondja, hogy egy olyan szavazólap hozzáadása, amelyen az X halmaz minden jelöltje szigorúan előnyben részesített a többi jelölttel szemben, nem csökkentheti annak valószínűségét, hogy a győztes az X halmazból kerül ki.

A  relatív többségi szavazás, jóváhagyó (elfogadó) szavazás, tartományszavazás és a Borda-számlálás megfelel a részvételi kritériumnak, ellenben a Condorcet-módszerek, a Bucklin-szavazás és az IRV azonban nem.
A szavazási rendszerek részvételi kritériuma egy példa a társadalmi döntési mechanizmusok között racionális részvételi korlátra.

## Határozatképességi/érvényességi követelmények
A részvételi feltétel teljesülését leggyakrabban nem egy adott szavazási rendszer alkalmazása, hanem a határozatképességi (testületeknél) vagy érvényességi (népszavazásoknál) követelményeket támasztó intézkedések. Egy nyilvános népszavazás például, ha bizonyos számú választópolgár részvételére van szükség az érvényes népszavazáshoz, nem felel meg a részvételi feltételnek, mivel a „nem” opciót preferáló szavazók elbuktathatják a népszavazást azzal, hogy egyszerűen nem szavaznak, ahelyett, hogy nemmel szavaznának. Ez azért van, mert, ha a szavazók többségi az „igen” opciót preferálja, de a választóknak nem az egésze szavaz, minden egyes „nem” szavazat hozzáadásával nagyobb valószínűséggel lesz érvényes a népszavazás, amely esetben az „igen” opció nyerne. Ezzel szemben egy minimális számú (arányú) igen szavazatot igénylő népszavazás (nem számolva a „nem” szavazatokat) megfelelne a részvételi kritériumnak.

## Fordítás
Ez a szócikk részben vagy egészben  a   Participation criterion című angol Wikipédia-szócikk ezen változatának fordításán alapul.  Az eredeti cikk szerkesztőit annak laptörténete sorolja fel. Ez a jelzés csupán a megfogalmazás eredetét és a szerzői jogokat jelzi, nem szolgál a cikkben szereplő információk forrásmegjelöléseként.